# Black Box: The Complete Original Black Sabbath (1970–1978)
Black Box: The Complete Original Black Sabbath (1970–1978) es una colección de los primeros ocho álbumes de la banda de heavy metal británica Black Sabbath. La caja además contiene un DVD. Los álbumes mencionados pertenecen al registro de la banda con Ozzy Osbourne como cantante. Incluye un libro de 80 páginas con notas escritas por Henry Rollins, Chris Welch y Brian Ives.

## Álbumes incluidos
- 1970 Black Sabbath
- 1970 Paranoid
- 1971 Master of Reality
- 1972 Black Sabbath Vol 4
- 1973 Sabbath Bloody Sabbath
- 1975 Sabotage
- 1976 Technical Ecstasy
- 1978 Never Say Die!

## Personal
- Geezer Butler - bajo
- Tony Iommi - guitarra
- Ozzy Osbourne - voz
- Bill Ward - batería